# Jomsviking
Jomsviking es el décimo álbum de estudio de la banda sueca de death metal melódico Amon Amarth. Fue mezclado y producido por Andy Sneap y lanzado el 25 de marzo de 2016 a través de Metal Blade Records.

## Lista de canciones
Todas las canciones escritas y compuestas por Amon Amarth. 
| N.º | Título                                          | Duración |  |
| 1.  | «First Kill»                                    | 4:21     |  |
| 2.  | «Wanderer»                                      | 4:42     |  |
| 3.  | «On a Sea of Blood»                             | 4:04     |  |
| 4.  | «One Against All»                               | 3:37     |  |
| 5.  | «Raise Your Horns»                              | 4:23     |  |
| 6.  | «The Way of Vikings»                            | 5:11     |  |
| 7.  | «At Dawn’s First Light»                         | 3:50     |  |
| 8.  | «One Thousand Burning Arrows»                   | 5:49     |  |
| 9.  | «Vengeance Is My Name»                          | 4:41     |  |
| 10. | «A Dream That Cannot Be» (featuring Doro Pesch) | 4:22     |  |
| 11. | «Back on Northern Shores»                       | 7:08     |  |

## Integrantes
- Johan Hegg − Cantante
- Olavi Mikkonen − Guitarrista
- Johan Söderberg − Guitarrista
- Ted Lundström − Bajista